# Forest Swords
Forest Swords, egentligen Matthew Barnes, är en engelsk musikproducent, grafiker och artist. Forest Swords musik är främst inriktad på sinnestillstånd och genreblandningar (till exempel elektronisk, R&B, dub) istället för den sedvanliga uppbyggnaden av melodier, verser och refränger och så vidare.
Låten "Thor's Stone" lades upp på Forest Swords soundcloud-konto den 6 juni 2013. Den 18 juli kom låten "The Weight Of Gold" som benämndes "Best New Track" av Pitchfork Media.

## Diskografi
- Fjree Feather EP (CD-R, självutgivet, 2009)
- Miarches (kassettsingel, Left Nautical Antiques, 2009)
- Glory Gongs (kassettsingel, Woven Tones, 2009)
- Rattling Cage (7-tumsskiva, No Pain In Pop, 2010)
- Dagger Paths EP (LP, No Pain In Pop/Olde English Spelling Bee, 2010)
- Fjree Feather EP (vinyl 're-issue', No Pain In Pop, 2011)
- "Thor's Stone" (på nätet, 2013)
- Engravings (LP, Tri Angle Records, 2013) Singlar